# 中国工农红军第十五军
中国工农红军第十五军，简称红十五军，是中国工农红军部队。

## 红五军团的红十五军
1931年12月，原国民革命军二十六路军在江西宁都发动宁都暴动，加入红军，改编为红五军团。红十五军同时改编而成，军长黄中岳、政治委员左权。下辖第四十三师：师长卢寿椿、政治委员高自立；第四十四师：师长苏进、政治委员唐天际。1932年3月12日，转由红一军团领导，8月8日，回归红五军团建制。
1933年6月，红一方面军进行整编，取消了军一级编制，红十五军番号随之取消。

## 鄂东红十五军
另外，在红军历史上还有一支部队也采用过红十五军的番号，即鄂东红十五军。1930年6月，红五军第五纵队改编为红八军，下辖三个纵队，而原赣北和鄂东的游击队改编为红八军第四和第五纵队，四纵队司令员陈奇，五纵队司令员黄刚。1930年10月，四纵和五纵在湖北黄梅考田镇改编为红十五军，军长蔡申熙，军政委陈奇，政治部主任周吉可；原四纵改编为第一团，团长查子清，团政委李奚石；原五纵改编为第三团，团长黄刚，团政委陈奇。1930年冬，红十五军脱离鄂东苏区，转移至鄂豫皖苏区，该军第一团改编为红四军第十师二十九团（后是主力团），到四川后改为红三十一军九十三师二七九团（后是三十一军的主力团），到一九三七年八月二十五日（抗战后）改为国民革命军第八路军一二九师三八六旅七七二团第三营（活动在太岳区）；第三团改编为红四军第十一师三十二团，抗战开始后，该团改名为国民革命军第八路军一二九师三八五旅七七〇团第二营。

## 淮北红十五军
1930年7月上旬中共江苏省委领导下的徐海蚌特委发动徐海蚌地区农民暴动，成立红十五军，军长陈治平（特委书记，黄埔二期），政委王洪(阮啸仙)，参谋长冷启英（黄埔二期，省军委委员），下辖三个师。
- 第一师：萧县黄口、王寨、永固地区的暴动队伍编成。师长张达生（张圣和），政治委员李祥龄（萧县县委书记）
- 第二师：铜山县东黄集、太湖、贺村地区的暴动队伍编成。陈资平兼任师长，政治委员胡汉杰
- 第三师：宿县百善、东三铺、也池铺等地的暴动队伍编成。师长汤涤非（黄埔二期生），政委李干成（宿县县委书记）。[3]

不久暴动被镇压。